# 拉斯卡巴讷
拉斯卡巴讷（法語：Lascabanes，法語發音：[laskaban]）是法国洛特省的一个旧市镇，属于卡奥尔区。2018年，拉斯卡巴讷与临近的2个市镇合并为新市镇凯尔西地区朗杜。

## 地理
拉斯卡巴讷（44°20'23"N, 1°18'26"E）面积16.58 平方千米，位于法国奧克西塔尼大區洛特省，该省份为法国西南部内陆省份，北起顺时针与科雷兹省、康塔爾省、阿韦龙省、塔恩-加龙省、洛特-加龍省和多尔多涅省接壤。
与拉斯卡巴讷接壤的市镇（或旧市镇、城区）包括：塞扎克、白色凯尔西地区蒙屈克、圣阿洛齐、圣西普里安、圣庞塔莱翁、蒙屈克。

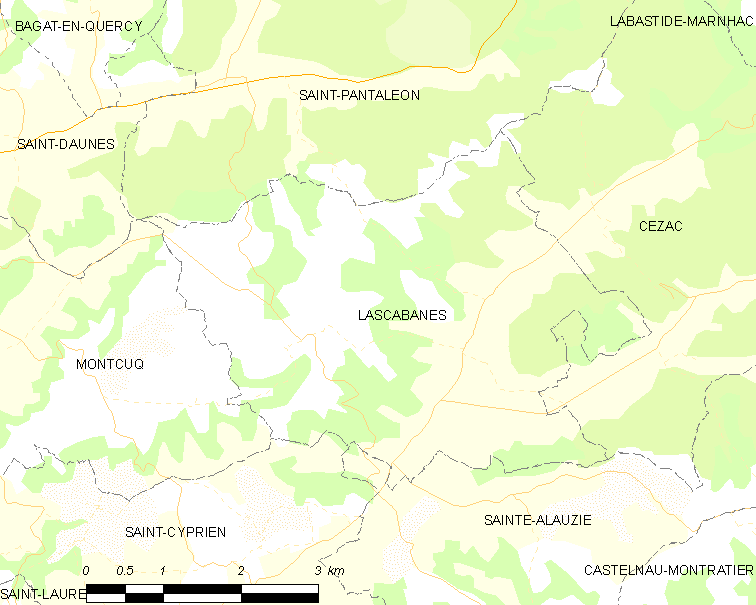
拉斯卡巴讷的OSM定位图

拉斯卡巴讷的时区为UTC+01:00、UTC+02:00（夏令时）。

## 行政
拉斯卡巴讷的邮政编码为46800，INSEE市镇编码为46158。

## 政治
拉斯卡巴讷所属的省级选区为吕泽什县。

## 人口

1962-2008年间拉斯卡巴讷人口变化图示

拉斯卡巴讷于2018年1月1日时的人口数量为203人。